# アメリカ合衆国のメートル法化

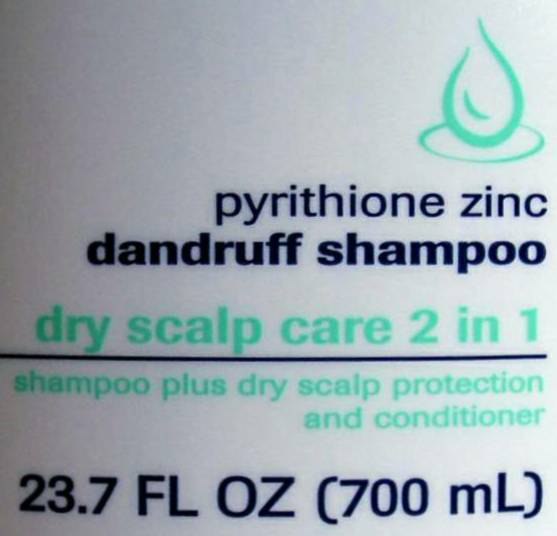
アメリカ合衆国のシャンプーのラベル。切りの良い値のメートル法単位の表記が、米国慣用単位による非整数値の表記の後に書かれている。

アメリカ合衆国のメートル法化（アメリカがっしゅうこくのメートル法化、en:Metrication in the United States）とは、アメリカ合衆国内に国際単位系(SI)に代表されるメートル法を導入して、従来の単位（米国慣用単位）を置き換えるプロセス（メートル法化）である。
アメリカ合衆国のすべての慣用単位はSIにより定義されている。日常的な目的には慣用単位が広く使用されているが、科学・医学・国際関係などの分野ではSIが使用されている。1994年以降の連邦法では、ほとんどの梱包された消費財には慣用単位とメートル法単位の両方を表示することが義務付けられている。しかし、多くのアメリカ人は、日常生活の中でメートル法単位のサイズに慣れていないままである。
なお、合衆国がメートル法を採用していない3か国の一つである（残りの2か国は、ミャンマーとリベリア）ということがしばしば語られるが、NIST（アメリカ国立標準技術研究所）はこれを誤解（misconception）ないし神話（myth）であるとして否定している。

## 歴史

### 19世紀
憲法は議会に計量の基準を決定する権限を与えているが、1832年まで慣用単位は正式化されていなかった。19世紀初頭、政府の測量・地図作成機関であるアメリカ沿岸測地測量局では、フランスからもたらされたメートルとキログラムの標準を使用していた。南北戦争直後、アメリカ合衆国第39議会は、1866年のメートル法化法(Metric Act of 1866) によって商業におけるメートル法の使用を保護し、各州にメートル法による一連の度量衡の標準を提供した。1875年にアメリカ合衆国は、メートル条約の最初の17の締約国の1つとなり、国際的に認知されているメートル法の開発に参加する意思を固めた。この国際条約では、その基準の正確さを改善することで、メートル法を改良するために、5年間ごとに会議を開催することが定められた。メートル条約により、国際的に使用される測定の基準を提供するために、フランス・セーヴルに国際度量衡局(BIPM)が設立された。
1893年のメンデンホール指令の下で、BIPMの後援で国際協力を経て開発されたメートル法の標準が、アメリカ合衆国の長さと質量の基本的標準として採用された。それ以降、フィートやポンドのような米国慣用単位の定義は、メートル法の単位に基づいている。
1895年のユタ州憲法第10条第11節では、「メートル法は州の公立学校で教えられるべきである」と規定された。この節は、1987年7月1日に廃止された。

### 20世紀
国際度量衡総会(CGPM)はメートル法の統治機関であり、メートル条約の調印国で構成されている。国際度量衡総会では、1960年に国際単位系(SI)というメートル法の最新版が承認された。
1964年2月10日、国家標準局（現 国立標準技術研究所）は、明らかに有害な影響を及ぼす場合を除き、メートル法を使用するとの声明を発表した。
1968年、議会はアメリカ合衆国の計量制度の3年間の調査である米国計量調査(U.S. Metric Study)を認可し、メートル法化の実現可能性に重点を置いた。商務省が調査を行った。45名の諮問委員会が相談し、数百人の消費者・企業団体・労働組合・製造業者・州と地方の職員から証言を取った。この研究の最終報告では、アメリカ合衆国がメートル法の計量システムの使用において、最終的に世界の他の国々に加わることになると結論付けた。この研究では、メートル法の単位はすでに多くの分野で使用されており、その使用が増えていることがわかった。研究参加者の大半は、特にアメリカ合衆国の対外貿易の重要性と技術の影響力の高さを考慮して、メートル法への転換がアメリカ合衆国にとって最善の利益であると考えていた。

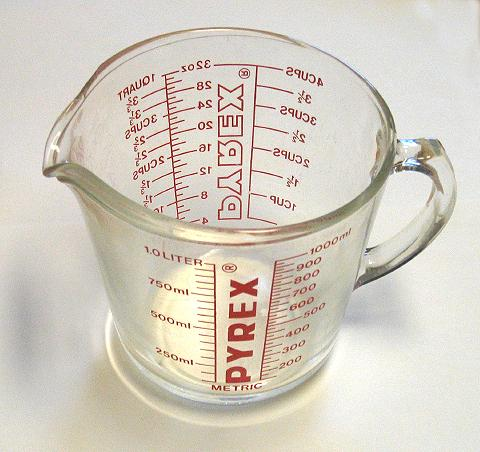
1980年ごろにアメリカ合衆国で製造販売された計量カップ。メートル法単位と米国慣用単位の両方で目盛りがつけられ、右利きの利用者にとって正面になる位置にはメートル法の目盛りが付けられている。

米国計量調査はアメリカ合衆国に対し、10年以上にわたる慎重に計画された、主に使用する単位のメートル法への移行を実施することを勧告した。議会は、「アメリカ合衆国におけるメートル法の使用の増加を調整し計画する」ための、1975年のメートル法転換法を通過させた。自主的な転換が開始され、計画・調整・公的教育のための米国メートル法委員会(USMB)が設立された。公的教育はメートル法への大衆の自覚をもたらしたが、大衆の反応は、抵抗や無関心、時には嘲笑が含まれるものだった。1981年、USMBは議会に対し、国家的な転換をもたらすために必要な明確な議会の権限を欠いていると報告した。この無力さと、レーガン政権の尽力（特に、レーガン政権のホワイトハウス顧問リン・ノフジガーの連邦政府の支出を減らすための尽力）により、USMBは1982年の秋に解散された。
USMBの解散により、メートル法化が本当に実施されることに疑問が持たれるようになった。国家間の競争力と世界規模の市場の需要が増加していても、公共部門と民間部門のメートル法化は減速した。
1973年に、米国経済の全ての分野におけるメートル法化活動の計画と調整のための非営利、非課税組織として、米国国家規格協会(ANSI)によって米国国家メートル法委員会(American National Metric Council, ANMC)が設立された。1976年に、ANMCは独立した組織になった。ANMCは、費用を最小限に抑え、利益を最大化し、加入者に情報・フォーラム・個別援助その他のサービスを提供する自主的かつ秩序のあるプロセスを維持することによって、米国のメートル法化を容易にすることを目的としていた。ANMCは、1975年のメートル法転換法で定められた方針の実施のみを試みたUSMBとは異なり、多くの産業部門のメートル法化の計画を調整しようとした。USMBの設立後、ANMCの委員会は化学部門と機器部門の転換計画を提出した。これらの部門の転換計画は、後にUSMBによって承認された。1975年から1987年まで、ANMCは盛大な年次会議を開催した。続いて、1989年から1993年まで、ANMC、米国メートル法化連合(USMA)、商務省、国立標準技術研究所(NIST)が共催した全国計量会議が開催された。

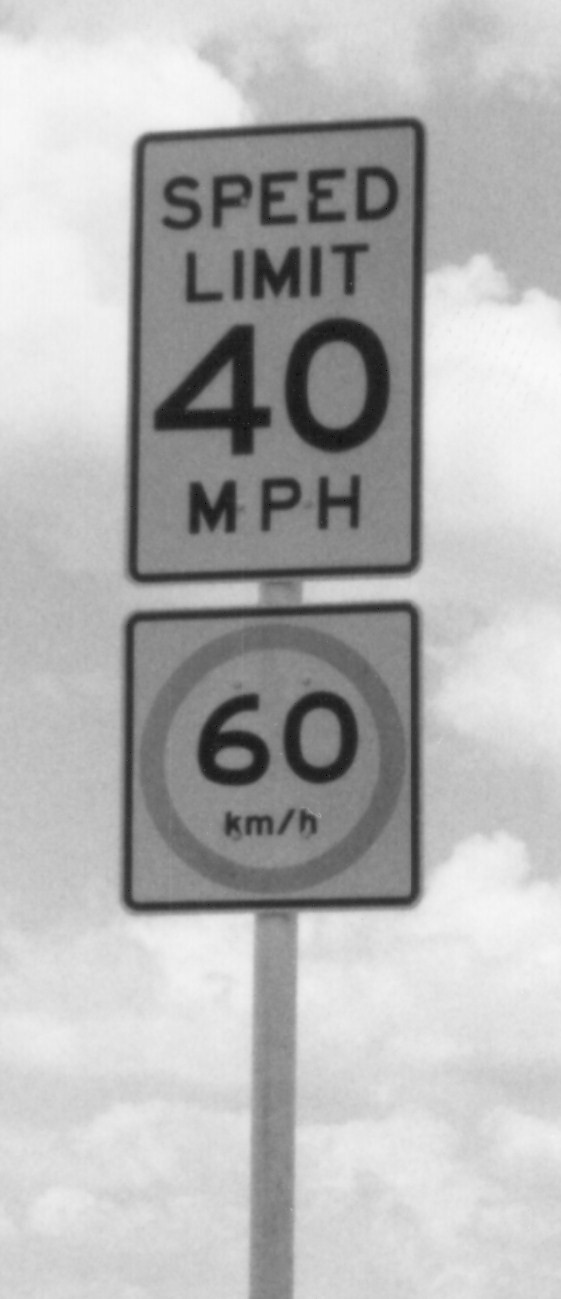
1980年代の旧式の制限速度標識。マイル毎時とキロメートル毎時の標識が併用されている。

1988年、議会は包括通商競争力法を制定し、米国の産業育成のための新たな奨励を行った。この法律は、1975年のメートル法転換法を改正し、メートル法を「米国の貿易と商業のための優先制度とする」と定めた。この法律は、自主的にメートル法に転換するために、連邦政府が産業、特に中小企業を支援する責任を負っていると規定している。
この法律は、ほとんどの連邦政府機関に対し、1992年末までに調達・助成金・その他の事業関連活動においてメートル法を使用することを要求した。民間部門でのメートル法の使用を義務付けるものではないが、連邦政府は、国の貿易・産業・商業におけるメートル法への転換の触媒として役立つよう努めてきた。高速道路と建設業は例外とされた。運輸省は2000年までにメートル法への転換を要求する予定であったが、この計画は1998年の高速道路法案(TEA21)によって取り消された。米軍は、他の国の軍隊と協力する必要があることから、一般にメートル法の使用率が高い。
議会の一部の議員は1992年と1993年に連邦高速道路でのメートル法の使用を禁止しようとした。これらの法案は下院で支持が得られず、採決前に廃案になった。

#### 火星探査機の喪失
異なる2つの単位系の使用は、1998年の火星探査機マーズ・クライメイト・オービターの喪失の原因となった。NASAは、契約の際にメートル法の使用を指示した。 NASAや他の組織では、作業においてメートル法の単位を適用したが、下請け業者の1つのであるロッキード・マーティンは、開発チームに対してスラスターの動作データをニュートン秒ではなくポンド重秒で提供した。探査機は高度約150キロで火星を周回することを意図していたが、間違ったデータにより高度約57キロメートルまで降下してしまい、火星の大気中で燃焼した。

### 21世紀

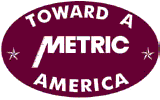
"Toward a Metric America" (button)

国家のメートル法化への取り組みは、米国の産業・商業の生産性、数学・科学教育、世界市場における製品・サービスの競争力が、メートル法の採用によって強化されることを前提としている。米国メートル法化プログラムのディレクター、ジェラード・イナネッリ(Gerard Iannelli)は、両方の測定値が示されていないときに、慣用単位からメートル法の単位に「変換する」するのにかかる努力のために、アメリカ人は今のところメートル法化を行っていないという意見を述べた。また、公教育と意識向上のための効果のない試みであると指摘した。
2010年6月、NISTは、現在必要とされている米国慣用単位とメートル法単位の二重表示ではなく、自主的にメートル法単位のみの表示にできるよう、公正包装表示法の改正を要求した。この改正の目標は、米国のメートル法のより大きな合意につながり、国内外の商取引の簡素化につながる、メートル法の表示を促進することである。NISTのメートル法化のコーディネーター・エリザベス・ジェントリー(Elizabeth Gentry)は、提案された改正が「米国の製造業者と消費者の要求に応えている」と述べ、特に「包装上のコンテンツの不動産の限られた正味量を管理したいと考えている」と付け加えた。
2012年12月31日に、ホワイトハウスへの請願に、ホワイトハウスが「帝国単位の代わりに米国で標準的なメートル法を使用するように」と嘆願した申立てが寄せられた。2013年1月10日、この申立ては2万5000件以上の署名を獲得し、オバマ政権に申立てに正式に対応するよう要求する閾値を超えた。国立標準技術研究所の理事長・パトリック・D・ギャラガー(Patrick D. Gallagher)は、慣用単位がメートル法により定義されており、測定システムに関して国家は「バイリンガル」になっていると公式に回答した。ギャラガーはまた、メートル法の使用は個人によって行われる選択であると述べた。
2013年初め、ハワイ州議会議長・カール・ローズは、州内でメートル法を義務化する措置を講じることを求めた法案HB36をハワイ州下院に提出した。 「メートル法に関して」と呼ばれるこの法案は、法律が2018年1月1日に施行されることを規定していた。2014年6月までに、法案HB36は十分な支援を得ておらず、廃案になったと見なされた。法案が可決成立した場合、ハワイ州は広範にメートル法を導入した最初の州になっていた。
2015年1月、オレゴン州上院議員Brian Boquistは、メートル法推進者David Pearlの要請により、オレゴン州上院に議案第166号を提出した。これはハワイ州の法案と同様のものである。それは、オレゴン州内の公的測定単位として国際単位系を確立することになる。

## 現在の使用

### 日常生活
ほとんどのアメリカ人は学校でメートル法の単位を学んでいる。長さ・重量・時間・容量などで遠い過去に作られた多くの慣用単位があるが、10の倍量・分量を表すSI接頭語はキロボルト、メガバイト、メガピクセル、また核爆発のTNT換算のメガトン・キロトンなどの最近の単位で使用される。
SI組立単位は、多くの分野で使用されている。住宅の電力計画はキロワット時を使用する。電球から放射される光束は、燭ではなくルーメンで表される。
SI接頭語キロが小文字の"k"で始まるにもかかわらず、大文字の"K"が「千」を表すのに用いられている（例えば"She earns $80K."（彼女は$80K（8万ドル）稼ぐ）など）。この使用法は、1960年代以前には一般に「千」の意味で使用されていた、"G"（grandの頭文字）や"M"（ローマ数字の千）を大きく置き換えた。そして、"M"はメガから「百万」を意味するようになった。

### 天気
テレビやラジオの天気予報は、気温や露点には摂氏度（°C）ではなく華氏度（°F）を、風速にはマイル毎時(mph)を、大気圧には水銀柱インチ(inHg)（ハリケーンなどの熱帯現象を報告する場合にのみミリバール(mb)）を使用する。カナダと国境を接するいくつかの州では、放送地域内のカナダ人も受信できるため、気温は華氏と摂氏の両方で表される。

### 消費者と小売業

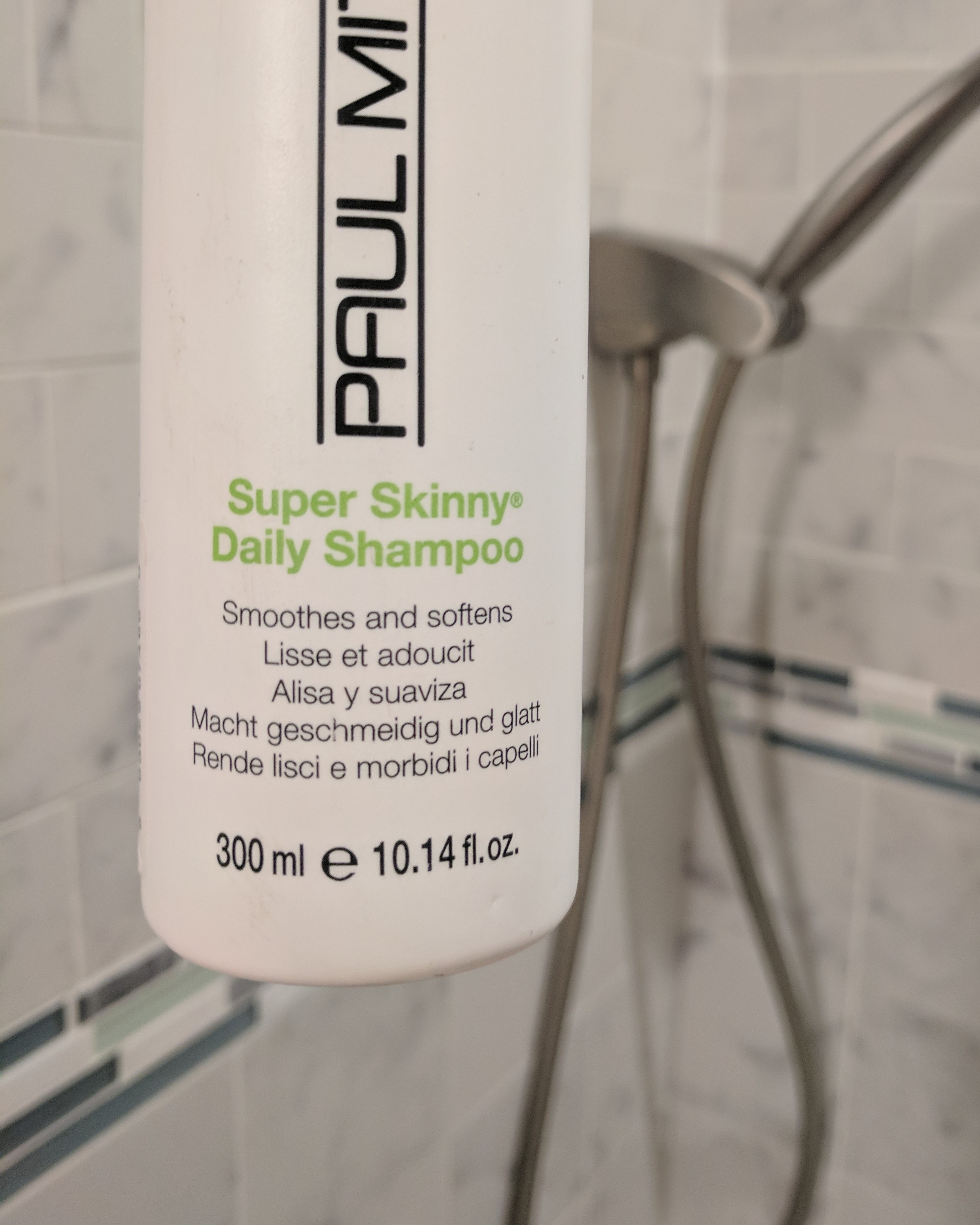
最初にmL（ミリリットル）、次にfl oz（液量オンス）で表示されたシャンプーボトル

米国の消費者製品の中には、メートル法単位で切りの良い値になっている物がある。これは製造・流通・販売の国際化により増加している。多くの品目はメートル法単位で切りの良い値で製造されており、一部の製造業者はメートル法による値を最初にまたは目立つように表示している。
米国で最も一般的なメートル法の製品は、2リットルボトルである。
一部のスーパーマーケットチェーンでは、プライベートブランドの清涼飲料を3リットルのサイズで販売している。 1リットルと0.5リットル（さらに最近では1.25リットルのボトル）のソフトドリンク容器は、時には12 fl oz(355 mL) 、16 fl oz(473 mL)、20 fl oz(591 mL)、24 fl oz(710 mL)のサイズで販売される。
0.5リットル（16.9液量オンス）の水のボトルは16オンスサイズにほぼ置き換えられている。700 mL（23.6 fl oz）と1リットルのサイズも一般的だが、自動販売機では20 fl oz、24 fl ozのサイズが一般的である。
1ガロン（3.785リットル）の代わりに3リットルや4リットルの牛乳を販売しようとする試みはあまり成功せず、米国ではほとんど見られない。牛乳は、ガロンの二分区画で販売され、ハーフパイント(236 mL)、パイント(473 mL)、クォート(946 mL)、ハーフガロン(1.892 L)が主要なサイズである。
シャンプー、うがい薬、デンタルフロスはメートル法サイズで販売され始めた。

アメリカ合衆国における栄養表示の例

食品の栄養表示は、個々の栄養素の内訳についてはメートル法単位（gまたはmg）のみを記載している。

#### アルコール
ワインは世界の他の地域と同じように750 mLの標準ボトルで販売されている。酒の容量のフィフス(fifth)という単位は、元々は米ガロンの5分の1、すなわち757 mLであったことに由来しているが、現在では一般的に750 mLである。ビールは液体オンス(fl oz)の単位で販売されている。規制は、容器の許容サイズを管理するアルコール・タバコ税貿易局によって設定される。ノンアルコール飲料とは異なり、ほとんどのアルコール製品は単位換算をラベルに付ける必要はない。

#### 包装されない食品

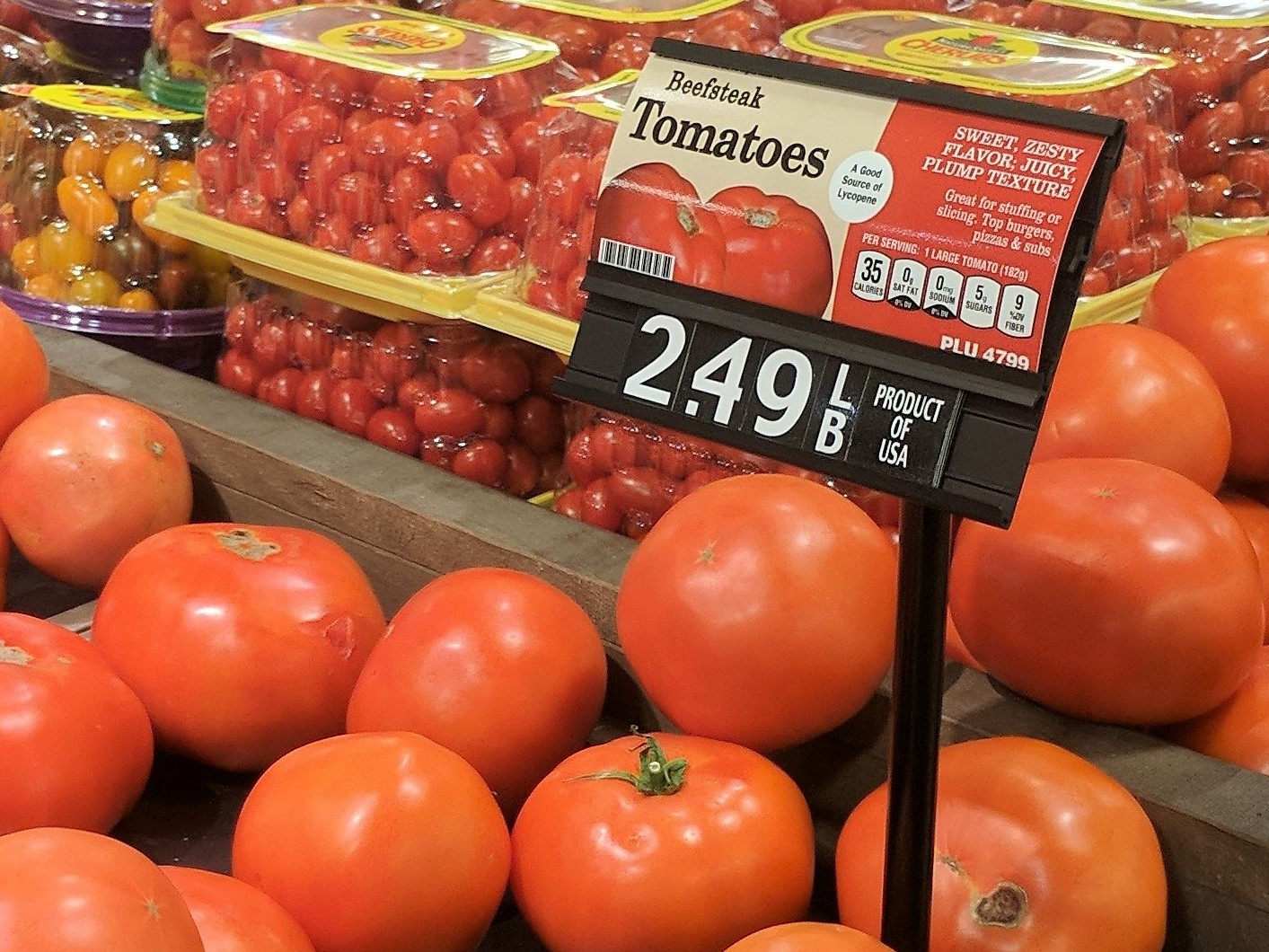
トマトはポンド単位で販売される。この場合、1ポンドあたり2.49ドルのため、100gあたりに換算すると約0.55ドルとなる。

包装されない果物や野菜は、ポンド単位または1個単位で価格が付けられている。スーパーマーケットやステーキハウスでは、食肉はオンスやポンドの単位で売られている。包装されない商品は単位変換を行う必要はない。

#### FPLA
1992年以降、公正包装表示法(FPLA)により、包装された消費財のほとんどに慣用単位とメートル法単位の両方を表示するよう義務付けられている。一部の業界では、この法律を改正する取り組みに取り組んでおり、製造業者はメートル法の表示のみを使用することができる。ニューヨーク州とアラバマ州を除く米国の48州では、メートル法単位での表示を許可する法律が採択されている。ニューヨーク州は、2008年にメートル法表示を可能にする転換を調査中と報じられていたが、2009年までに完了していなかった。
1979年12月20日に発効された、欧州共同体指令80/181/EECによれば、欧州連合(EU)は製品に単位の二重表示ができるのを2009年12月31日までとしていたが、イギリスでの取り組みの努力の間に経験した問題により、EUはこの期限を断念した。
EUの期限を待っている間に、FPLAがメートル法のみの表示を可能にするように改正することで、輸入者と輸出者の両方が、2つの異なるタイプの包装ラベルを生産する必要がなくなる。連邦レベルでのメートル法のみの表示を可能にする法案が2005年に導入された。
米国の食品業者を代表する食品マーケティング協会(Food Marketing Institute)からの大きな反対があり、法案の導入が遅れた。 FMIは、メートル法のみのラベルを許可する法律が、何らかの形でメートル法で切りの良い値にするために、パッケージのサイズを変更することが義務付けられる恐れがあると表明した。これは、既存の陳列ケースの改造や交換が必要となる可能性がある。

#### 電子機器
電子機器とコンピュータ産業は、20世紀末に新しい技術が導入され、米国での製造がメートル法を基準とするアジアの国々へ移行したことにより、大部分がメートル法標準に変わった。

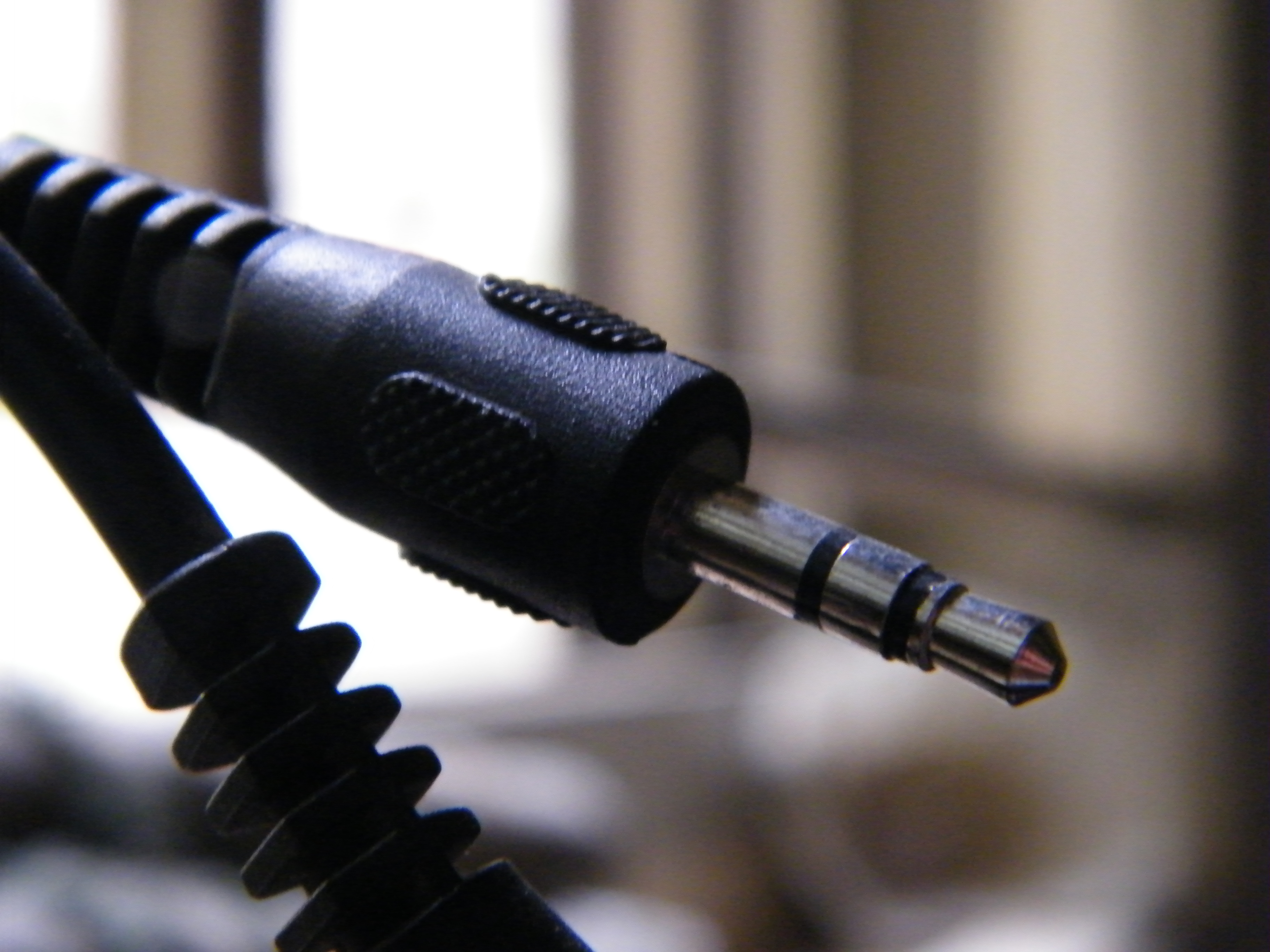
3.5 mmヘッドフォンコネクタ

テレビやコンピュータのディスプレイはインチ単位で宣伝・販売されている。画面は対角を測定される。
アクセサリー用のジャックを備えた電子機器は、伝統的に3/32インチ（テープレコーダーモーターコントロールの場合）、1/8インチ（イヤホン）、1/4 インチ（ヘッドフォン）のジャックを持つと記述されていた。これらは2.5 mmのヘッドセットに置き換えられた。現在では、ほとんど全てのヘッドホンジャックが3.5mmコネクタを使用している。
「5インチ」のフロッピーディスクは公称のパッケージサイズが5¼インチ（約130mm）であったが、それを置き換えた「3.5インチ」のフロッピーディスクの公称の設計直径は実際には90mmであった。CDやDVDの直径は120mmであるが、そのサイズを言及することはほとんどない。 ミニCDは80mm CDと呼ばれることがある。
コンピュータのファンのサイズは、メートル法単位（120mmまたは80mmのケースファンなど）でのみ表示される。ハードディスクドライブやCDドライブのベイの幅は一般的に3½インチか5¼インチである。
消費者向けの写真フィルムは、一般に35mm標準 （24x36mmネガ）で販売されているが、プリントサイズと大判フィルムはインチで定義されている。デジタルカメラのセンササイズは、1インチの逆数を示す古風な方法で表されるので、1/1.6インチのセンサが1/2.5インチのセンサよりも大きい。しかし、レンズは焦点距離（ミリメートル）で表される（例えば、平均の人間の視野は、35mmフィルムの焦点距離が50mmのレンズである）。
スマートフォンゲームのPokémon GOでは、ある一定距離 (2km, 5km, 10km) を移動することで特典が得られるが、英語版ユーザーインターフェースでも、マイル表示はされず、換算オプションもない。Google検索では、“2km to miles”・「2キロメートルをマイルに」等のように検索することで、単位換算を行ってくれる機能がついており、配信が開始された直後の2016年7月中 は、2km, 5km, 10kmをマイルに換算する検索が急増した。ギズモードでは、「ポケモンGOはアメリカ人にこっそりとメートル法を教えている (Pokémon Go Is Secretly Teaching Americans the Metric System」と題された記事を掲載した。
表面実装部品のサイズを表す表示において、EIAに定めるインチ単位(例:0603表示=.06x.03インチ=1.6x0.8mm)と、ISOに定めるミリメートル単位(例:1608表示=1.6x0.8mm)が併存しており、しかも両者で表示が同じになるサイズ(0402表示や0603表示）が存在するため、設計製造現場においてしばしば混乱を招いている。

#### 衣類
服はセンチメートルではなくインチで測定される。アメリカの靴のサイズは、子供向け・男性向け・女性向けで異なるが、全てのサイズはインチから派生している。ナイキ、アディダス、リーバイスなどの主要な多国籍アパレルブランドは、世界中で同じ在庫を販売することがよくある。 そのため、商品のタグに多くの言語による洗濯時の注意の記号や説明に加えて、SIと慣用単位の両方が記載されている。

### 建設
建設業ではメートル法を採用している。ディメンションランバーは、断面のサイズはインチ単位であり、長さはフィートで示されている。国際建築基準などのモデル建築基準は、慣用単位とメートル法単位の両方で情報が提供されているが、現地で開発された建築基準の修正とゾーニングコードは、しばしば慣用単位が排他的に提供される。カナダとの米国の近さのために、共通の問題がまだ発生している。このような建設の傾向は、日本に似ている。日本はメートル法化がほぼ完了している国であるが、伝統的な建設では依然として尺貫法が使用されている。しかし、設計図では一般に、十進法による数値（例：9.2フィート）を使用する。アメリカの巻尺ではフィートが10分の1に分割されていないため、建築業者は現場での変換（一般に不正確なことが多い）を強制される。前の例では、9.2フィートは9フィート2.4インチに相当する。これは、アメリカの巻尺では9フィート2〜3/8のマークをわずかに上回るが、通常この程度の誤差は実用上重要ではない。

### 航空
航空管制や関連する目的のための航空機の高度は、米国ではフィートで測定される。実際、第二次世界大戦終了以降は、世界の大部分で航空機の高度の計測にフィートを使用している（1945年以前、英国を除くヨーロッパ諸国ではメートルを使用していた）。例外は中華人民共和国、北朝鮮とほとんどのCIS（旧ソ連）諸国である。例えば、長距離飛行を行っている航空会社は、出発地・目的地ともに米国でなくても、国際標準化されたフライト・レベルシステムを使用して、36,000フィート(FL360)の標準巡航高度を使用することがある。2011年には、ロシア連邦は、空域を出入りする際の調整を不要にするために、高高度でのフライト・レベルをメートルからフィートに切り替えた。

### 民間航空
米国の民間航空会社のマイレージサービスは、一般にマイルを使用して管理される。メートル法を使用している一部の国際航空会社は、米国航空会社とのマイルの交換を簡素化するために、マイルに切り替えるか、両方を併用している。アエロメヒコはキロメートルからマイルに転換し、ブラジルのヴァリグはマイレージサービスが"Smiles"（スマイルズ）と命名されて以来マイルを使用していた。米国の影響により、米国以外でも、航空機の速度にノット、高度にフィートが使用されることがよくある。
国内線と国際線の両方について、米国航空会社は荷物のサイズと重量を慣用単位で設定している。逆に、米国に飛ぶ国際航空会社は、手荷物をメートル単位で制限することがよくある。使用される単位系にかかわらず、変換は一般的に提供される。
手荷物の持ち込みの場合、 運輸保安庁は液体を3.4液量オンス(100 mL)に制限している。もともと、運輸保安庁は3オンスに制限することを計画していたが、欧州連合からの圧力により、100 mLに切り替えた。

### 教育
ほとんどの学生には、小・中・高校でメートル法についてある程度のレベル紹介されているが、重点が異なる。説明は、主に10の累乗、関連するSI接頭語、あるSI接頭語から別のSI接頭語への変換の概念を中心に扱う。 長さ、容積、質量の単位は、通常の物体と比較して説明される。一般的なメートル法の使用が不十分なため、教室の外ではメートル法はほとんど強制されていない。その結果、学生はメートル法の基礎となる概念の一部を理解するかもしれないが、必ずしもメートル法の単位の大きさを直感的に理解するとは限らない。
理科教育では、学生は主に、実験や方程式でメートル法を使用し、科学に関心を持つ者をメートル法に慣れさせる。科学の授業は、米国で学位を取得するための必須条件である。これは、ほとんどの教育を受けた人がメートル法に精通していることを保証する。高等教育では、複雑な変換を説明するために作られた演習を除き、メートル法は科学の授業に普遍的である。

### 電気とエネルギー
これらの概念は科学においてメートル法が国際的に採用された後に発展したものであるため、電流・電圧・電荷・電気抵抗等、電磁気に関する米国慣用単位は存在しない。メートル法の単位はアンペア、ボルト、クーロン、オームのみが使用される。周波数には「サイクル毎秒」(cycles per second)という単位が使用されていたが、SIのヘルツに置き換えられた。
エネルギーはしばしば、SIのジュールではなく、ワット時、英熱量(BTU)、サーム、カロリーで測定される。住宅用・商業用の電気エネルギーの使用料は、ほとんどのメートル法の国と同様に、キロワット時(kWh)で計量され請求される。燃料価格は、ほとんどの場合、ガロン、バレル、千立方フィート、トン（ショートまたはロング）などの慣用単位当たりのドルで提示される。 暖房・冷房・燃焼は、BTU毎時や冷凍トンで測定されることが多く、発電所の効率はしばしばBTU毎キロワット時単位の「熱効率」(heat rate)によって測定される。 エンジン・電気モーター・発電所の蒸気タービンの定格出力は、しばしば馬力で測定される。発電所の出力は、一般的にはメガワットで表される。

### 金融サービス
米国は十進法による通貨を採用した最初の国の一つである。2001年まで、米国の株式は古いスペイン・ドルに基づいてドルの分数（½, ¼, ⅛）単位で取引されたが、米国証券取引委員会は、株式取引をドルとセントに移行するよう命じた。しかし、米国財務省の債券および債券は、引き続き1ドルの32分の1、64分の1、128分の1の単位で取引されている。いくつかの商品市場では、慣用単位（石油のバレル、金のトロイオンス 、冷凍豚肉のポンドなど）で取引されている。 連邦政府は、世界の生産量をメートル法単位（例えば、小麦はメートルトン）で報告しているが、国内生産量についてはブッシェルで報告している。

### 銃器
米国では、民生用および法執行用の銃器の口径について、インチとミリメートルの両方を使用している。歴史的には、米国で設計された弾薬は、口径がインチで表されていた（.45ロング・コルト弾など）。この伝統を変えたのは、2つの開発である。異なる薬莢でも口径が同一である方が大きな優位性があることと、国際的な武器貿易により、米国にメートル法による口径がもたらされた。

米軍は、NATO同盟国との相互運用性を確保する必要性から、ほぼ全ての武器の口径に、それがたとえ異なる測定値に由来または導出する口径であっても、メートル法単位を使用している（例えば、.308ではなく7.62 mm、.223ではなく5.56 mm）。しかし、米国の主要なハンドロードのマニュアルでは、弾丸の直径・カートリッジの全長・粉体充填重量・速度・最大圧力などの関連する全ての測定に対して、それがヨーロッパで設計された完全にメートル法単位で丸められたものであっても、米国慣用単位を使用している。

### 宝石
宝石類と真珠はメトリックカラットで販売されている。

### 製造
製造業のグローバル化はメートル法基準の普及につながったが、これはまだ普遍的ではない。自動車業界は、かつては慣用単位とメートル法の両方の留め具が使用されていたが、現在は例外なくメートル法による部品のみで作られている。
自動車のエンジンは、かつては立方インチ単位の排気量によって名前が付けられていた。例えば、クライスラーの"426 Hemi"エンジンは、現代の用語では7リットルと記載される。業界誌の出版社やアメリカの自動車メーカーによる技術刊行物は、エンジン排気量を立方センチメートル（ミリリットルに相当）やリットルだけでなく立方インチでも記載することが多い。例えば、Dodge SRT-8 6.1L Hemiの仕様では、排気量は370立方インチ（6,059cc）と記載されている。

### 軍事
アメリカ軍は、軍事同盟軍、特に北大西洋条約機構（NATO）の標準化協定(STANAG)との相互運用性を確保するために、広範囲にメートル法単位を使用している。1918年以降、地上部隊は"klicks"（キロメートルのスラング）の単位で距離を測定している。
1957年に導入されたM14を始めとして、ほとんどの軍用銃器はメートル法単位が使用されている。ただし、.50口径銃などの一部の例外はある。航空機の兵器は、通常、ポンド単位で測定される。重火器の口径はミリメートル単位で測定される。軍用車両は一般的にメートル法基準に基づいて作られている。
アメリカ海軍における例外として、銃のサイズがインチで測定され、潜水艦艦隊は距離をキロヤード（914.4mに相当）、深さをフィート、速度を場合によってはフィート毎秒で計測する。海軍と空軍は、航海距離を海里で、速度をノットで計測する。この2つの単位は、SIにおいて併用単位とされている。さらに、軍用航空では、NATO諸国は民間航空機と同様、飛行高度をフィートで計測する。

### 違法薬物と規制物質
違法薬物や規制物質は、多くの場合、メートル法単位で測定される。それらを禁じている連邦法は、メートル法の質量の単位で罰金を規定している。
サブカルチャー内での日常的な使用において、マリファナは米国慣用単位とメートル法単位の組み合わせで販売されている。 小規模の取引の場合、基本単位はグラム（またはその分数）であるが、より大きい取引の場合、オンスまたはポンドの分数が使用される。一般に最小単位は1/8オンスであり、これはしばしば3.5グラムと定義され、単に"an eighth"（8分の1）と呼ばれる。LSDの錠剤の強さは、ほとんど常にマイクログラムで表される。"kilo"（キロ）という用語は、 薬物犯罪で押収された薬物の量（キログラム単位）を表すために、法執行機関の人々によって一般的に使用されている。違法薬物（特にコカイン）の「キロ」は、しばしば"key"という言葉で呼ばれる。

### 科学
科学では、メートル法の使用は本質的に普遍的であるが、追加の特殊な単位が、世界的な使用と一致して、さまざまな学問分野で使用される（例えば、天文学におけるパーセクや光年など）。
水文学や地質学などの地球科学では、何十年ものデータ収集の遺産の存在と、メートル法を採用していない建設業界と協力する必要があることから、現地調査において慣用単位を使用し続けている。例えば、アメリカの灌漑技術者はエーカー・フィートや立方フィート毎秒を使用するが、オーストラリアの学者はギガリットルや立方メートル毎秒を使用する。
気象学では、メートル単位と慣習単位の両方が広く使用されている。米国で使用されている定時飛行場実況気象通報式(METAR)報告システムは、世界気象機関(WMO)が使用している報告システムとは異なり、風速はメートル毎秒ではなくノットで、降水量は100分の1インチで、高度計の設定はヘクトパスカルではなく水銀柱インチで行われる。さらに、気温は華氏度で報告されるが、METARレポートでコード化されている場合は摂氏に変換される。概観観測図は、上記の風速を除いてSI単位で表され、計算のために変換する必要がある。大気温度チャートではケルビンを使用しているが、大気温度チャートでは通常摂氏度を使用する（氷点下の線は大気の降水量を決定する際に非常に重要であるため）。これらはいずれも国際的な使用法と一致している。大気渦度は、通常、100,000秒あたりの回転数（1日の大まかな測定）で測定されるが、SIで推奨されるラジアンは使用されない。 しかし、アメリカ国立気象局やテレビ・ラジオ放送の天気予報では、ほぼ慣用単位が使用されている。温度と露点には華氏度、雨や氷にはインチの分数、雪にはインチ、気圧には水銀柱インチ、風速にはマイル毎時（海上の予報においてはノット）、波高にはフィート、積雪量には10分の1インチが使用される。ハリケーンの気圧計の読みは、通常、ヘクトパスカル(hPa)に等しいミリバール(mb)が使用される。これは、カナダで使用されるキロパスカル(kPa)の10倍である。この用途における水銀の使用は急速に減少している。
NASAは2007年の初めに、2020年に計画している月探査においてメートル法を使用すると発表した。しかし、NASAの月探査計画は2010年にキャンセルされた。

### 医学

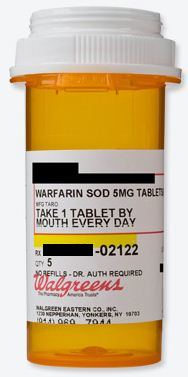
5mgの処方錠剤カプセルを入れた容器

医療分野では主にメートル法単位が使用されている。患者との会話の際には、特定のデータが慣用単位で提示される。

#### 薬理学
処方薬と非処方薬の両方の投薬量は常にSI単位で測定されており、最も一般的な単位はミリグラムである。より小さな用量にはマイクログラムを使用する。SI接頭語マイクロ（μ）はほとんどのアメリカ人には知られておらず、ほとんどのキーボードで利用できないため、医療業界ではマイクログラムを示すために略語mcgを使用している。
ビタミンについては、栄養素の量はグラム単位または世界保健機関(WHO)で標準化された国際単位(IU)で与えられる。
薬品の容器のサイズは、主に液量ドラム単位であるが、立方センチメートル単位や時には流体オンス単位のものもある。
長い間、薬物の液体投与量は、ミリリットルと慣用単位であるティースプーン・テーブルスプーンの両方で表示されている。ティースプーンとテーブルスプーンは5 mL、15 mLに標準化されているが、多くの人々は、それらを小さじ・大さじと口語的に呼び習わしている。2015年の主要な分析により、投薬量の指示にティースプーン・テーブルスプーンを使用すると、測定機器として非校正な台所用品を使用する人が増える可能性が高いことが判明した。この理由と、ティースプーン・テーブルスプーンの略語TSP・TBSPが混同されやすいという報告があることから、FDAは、医師や製薬メーカーに対し、投与指示にミリリットルのみのを使用するよう推奨している。この移行を支援するために、FDAは製薬会社と薬局に、液体医薬品に使い捨ての計量カップを入れることを奨励している。

#### 濃度と血液検査
薬物の投与量のガイドラインはミリグラム毎キログラムで指定されている。米国の医療従事者が使用している正確な単位は、他の国に比べて時々変化する。例えば、米国の糖尿病患者は、血糖値を、コレステロールや他の血液濃度と同様にミリグラム毎デシリットルで測定するが、他のほとんどの国ではミリモル毎リットルを使用する。アメリカの血糖計には、2つの単位を切り替える機能がある。
採血や採尿はミリリットル単位で行われる。点滴静脈注射はミリリットル単位で行われる。混乱を避けるために、1リットルのバッグには1000mLと記載されている。

#### 長さと重さ
身長などの身体測定のデータは、センチメートルで記録されることがある。ボディマス指数(BMI)はkg/m2で計算するが、ポンドとインチからも計算することができる。医療従事者がSI単位で身長と体重のデータを取ったとしても、ほとんどの場合、患者と話すときには慣用単位を使用する。運動の量は、歩いたマイル数で患者とよく話がされる。砂糖・ナトリウムなどの摂取量は、通常、グラムやミリグラムで記述される。
獣医師によって異なるが、公衆との相互作用に重きが置かれているため、動物の体重はほぼ常にポンドとオンスで記録され報告される。対照的に、獣医大学病院での使用は、SI単位が支持されている。

#### 歯科
歯の位置・運動および歯周（歯肉の健康）チャートの測定値はミリメートルである。

### 音
正確な騒音レベル測定装置はマイクロホンの登場以降に発明されたものであり、その時には物理の分野で国際的にSIが普及していた。従って、音圧に関する特性の情報は、理論的には重量ポンド毎平方インチ(PSI)で評価することも可能であるが、事実上決して行われない。その代わりに、国際的に使用されているデシベル(dB)スケールを使うのが最も一般的である。非対数スケールを使用したい場合には、デシベルに関連するソーン (単位)尺度が使用される。 例えば、家電製品の騒音レベルは、通常、ソーン出力の点で評価される。聴覚保護は、特定の周波数でデシベルの低減を表示するより詳細なチャートで、デシベル低減の観点からラベル付けされなければならない。

### スポーツ
米国市民は、国際的なスポーツイベント、特にオリンピックの報道を通じて、しばしばメートル法の単位を目にすることになる。
陸上競技のオリンピック予選会は常にメートル単位の距離で実施されており、選ばれた選手が競技を再現できるように、1974年には全米陸上競技選手権大会がメートル法に変更された。 しかし、全米陸上競技連盟(USATF)は、2002年まで走高跳の全国選手権で米国慣用単位を使用し続けた。全米大学体育協会(NCAA)は1976年に全米選手権レベルで計測システムを変更した。最後に抵抗を続けたのは高校スポーツを管理する全米州立高校協会(NFHS)で、1980年にメートル法に転換した。
それによると、米国の陸上競技大会は一般的に400メートルの倍数で行われ、これは伝統的なマイルベースの長さにほぼ相当する。オリンピックでは、1600メートルではなく1500メートルで競技が行われる。
米国で行われる競走種目は、マイル単位の距離も依然一般的であるが、通常はメートル単位の距離（100メートル競走や5キロ競走など）で行われる。しかし、5キロや10キロの競走でも、コースにマイル単位のマーカーが付いていることが多く、キロメートル単位のマーカーはない。長距離競走は、10マイル競走などの例外は存在するが、キロメートル単位で計測されることが多い。マラソンは、42.195kmではなく、26.219マイル競走と呼ばれている（なお、当初のマラソンの標準距離は26マイル385ヤードと規定されていた）。ウルトラマラソンは、ほとんど標準化は行われておらず、マイルかキロメートルのいずれかで測定される。
オリンピックと米国の陸上競技では、数年にわたってメートル法が使用されているが、アメリカの聴衆がメートル法の測定値を理解する手助けとなる解説をスポーツ解説者が提供することがまだ一般的である。
砲丸投、走高跳、円盤投などで使用される測定距離は、全米および国際レベルを除いて、しばしばフィートとインチで表される。2017年、フロリダ高校陸上競技連盟は、この傾向を初めて克服し、陸上競技大会でメートル法を使用した。
サッカーのような人気のあるチームスポーツのフィールドやコートのサイズは、元々非メートル単位で設定されていた。これはアメリカンフットボールにおいても同様であり、競技フィールドはヤードで分割され、多くの重要な統計がヤード単位で測定される。同様に、野球場・バスケットボールコート・テニスコート・アイスホッケーリンクはフィートで、ゴルフコースはヤードで、自動車競技のトラックはマイル（またはその分数）で、競馬場はハロンで寸法が規定されている。米国内の自動車競技の長さは、一般的にマイル単位で設定されている。一方、スキー板やスキーポールなどのスポーツ用品の一部はメートル法単位のものが販売されている。
1977年、アメリカンフットボールの試合メートル法単位で試行されたことがある。この傾向は定着することはなかった。
一般的な競泳プールの大きさは25ヤード、25メートル、50メートルである。高校とNCAAは25ヤードのプールで競技を行う。

### 交通

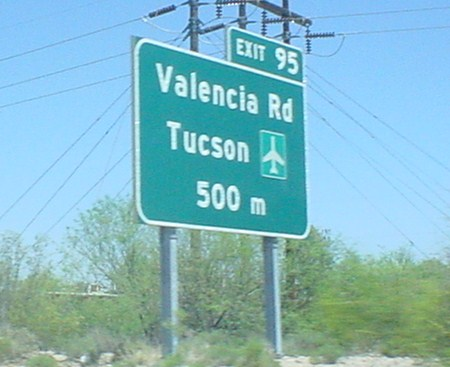
州間高速道路19号線の「バレンシアロード、ツーソン空港：500m」の標識

高速道路において、制限速度はマイル毎時で表示され、距離は主にマイル、ヤード、フィートで表示される。マイルとキロメートルを併用した標識もわずかに見られるが、それはメートル法移行のデモンストレーションプロジェクトで設置されたものであり、もはや維持されていないものである。1つの例外はアリゾナ州の州間高速道路19号線であり、速度制限標識を除き、ほぼ完全にメートル法で標識が設置されていた。しかし、これらの道路標識は、交換されるにつれて慣用単位に戻されている。もう1つの例外は、デラウェア州道1号のターンパイク区間である。1990年代半ばに米国におけるメートル法への転換（実際にはそうならなかったが）を予期して、キロメートル単位のシステムを使用している。距離標識は元々キロメートル単位であったが、順次標準的なマイル単位の標識に置き換えられている。出口番号はメートル法のままである。
統一交通制御装置マニュアル(MUTCD)の2000年版、2003年版、および2004年版 は、メートル法と米国慣用単位の両方を用いて発行された。
キロメートル毎時単位の速度標識を含むメートル法の標識は、道路上で通常使用されていなかったにもかかわらず、マニュアルに表示されており、メートル法移行のための計画はなかった。視覚的な区別のために、メートル法による制限速度の規制標識と補助標識は、数字の後に"km/h"と書かれたものを黒い丸で囲み、その他のメートル法による規制標識は、標識の上に、黄色地に黒字で"METRIC"と書かれたプレートを付ける。メートル法による標識と測定は、2009年版では削除され、メートル法の変換表の付録に置き換えられた。これは、法的にはメートル法に移行しているにもかかわらず、法律でメートル法による標識（メートル法と帝国単位の両方を含む幅と高さの制限を示すものを除く）が禁止されているイギリスとは対照的である。

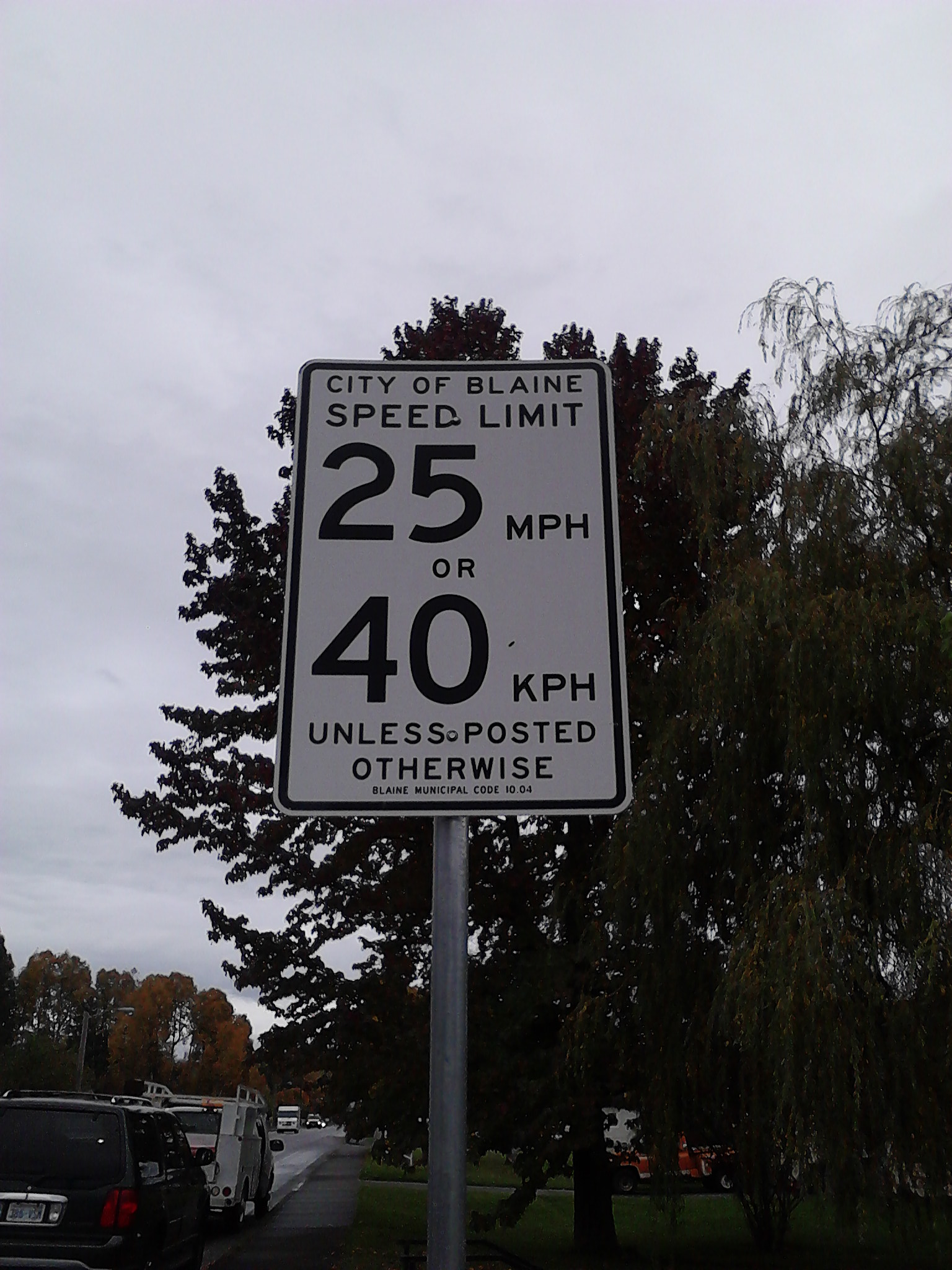
ワシントン州ブレインの速度制限標識。mphとkm/hの両方で表示されている。

ハワイ州カウアイ島の州道の新しい標識には、マイルとキロメートルの両方で距離が記載されている。ハワイ島の高速道路に沿ったマイルマーカーは、マイルとキロメートルによる距離の整数部が書かれている（例えば 5 mi/8 km のように）。テキサス州ヒューストンでは、速度制限標識の多くは、MPHによる標識の下にkm/hによる標識がある。これらは、空港（ジョージ・ブッシュ・インターコンチネンタル空港とウィリアム・P・ホビー空港）とテキサス医療センターの近くにある。プエルトリコでは、高速道路において一般的にアメリカ式(MUTCD)の標識でメートル法が使用されている。キロポストや距離標識はキロメートル単位で表示されているが、速度制限標識はマイル毎時単位である。メイン州ターンパイクでは、メイン州のビーチを訪れる多くのカナダ人観光客のために、高速道路の標識に慣用単位に加えてメートル法による表示を行っている。
ガソリンやディーゼル燃料は米ガロンで販売され、燃費はマイル毎ガロン(MPG)で評価される。メートル法による単位ではキロメートル毎リットルとなるが、これはあまり使用されず、メートル法の諸国では逆数のリットル毎キロメートルやリットル毎100キロメートルが使用される。ワシントン州ポイントロバーツは、カナダのみに接しており、ワシントン州の残りの地域からはカナダに渡ってのみアクセス可能な半島であるが、リットル単位で較正されたポンプでガソリンを販売している。プエルトリコでも、ガソリンがリットル単位で販売されている。自動車のクランクケース油はクォート単位で、不凍液はガロン単位で、ブレーキフルードは液量オンス単位で、空調冷媒は質量オンス単位で販売されている。ワイパーの交換ブレードはインチ単位で測定される。
国内線のフライトでは高度がフィート単位で割り当てられ、速度はノット単位で測定される。海図では深度がファゾムで示され、航海距離には海里を使用する（海面上の地球の半径で1分の緯度の弧は、1929年までは1海里の基準だった。それ以降は正確に1,852メートルと定義されている）。鉄道では、ヨーロッパの大部分と同じ、4フィート8インチ（1,435 mm）の標準軌を使用している。

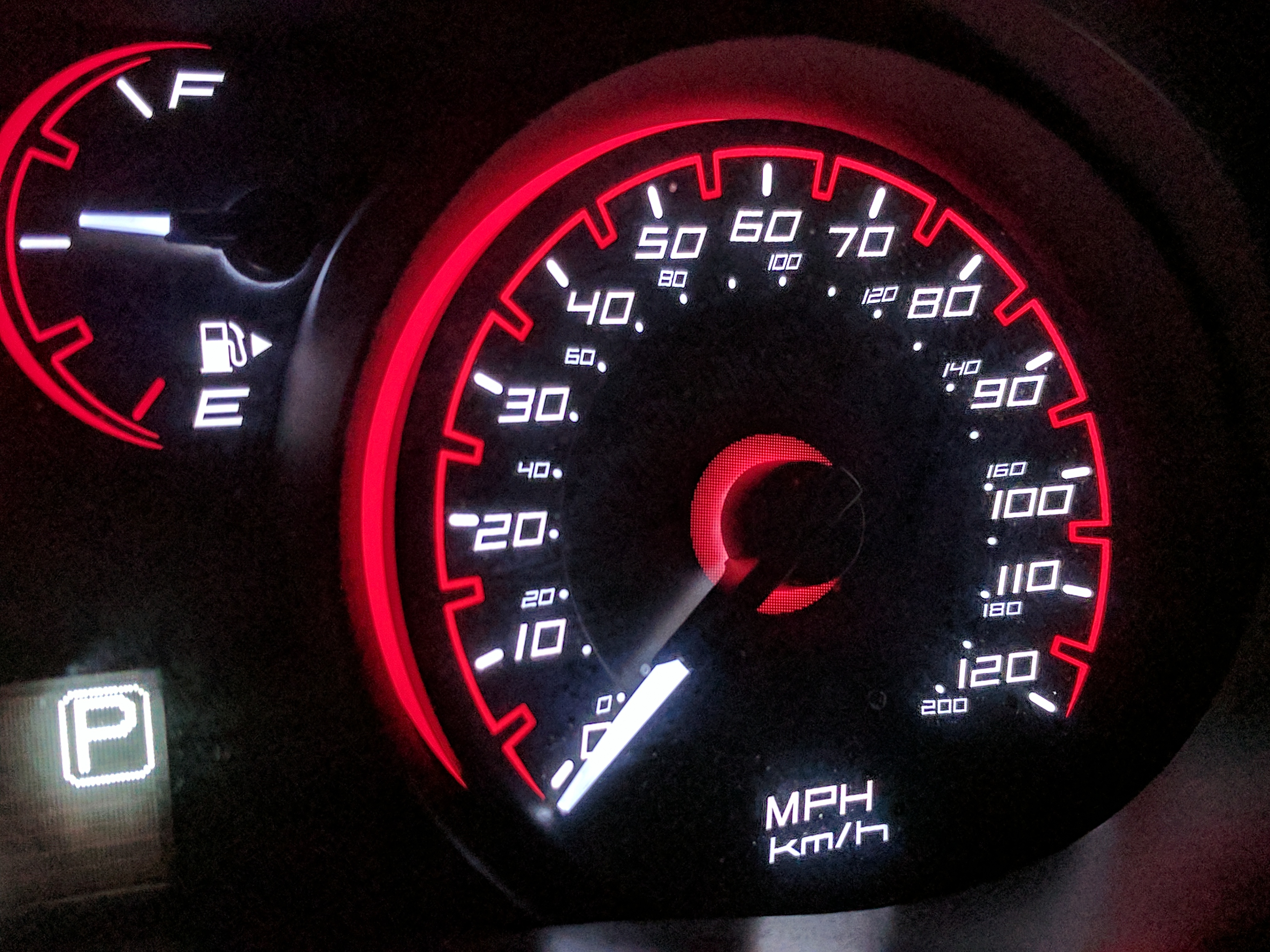
MPHの値と、それより小さいkm/hの値が表示された速度計

車両の制御と表示を管理する米国連邦自動車安全基準101(U.S. Federal Motor Vehicle Safety Standard 101)では、速度計にマイル毎時(MPH)のみ、または、MPHとキロメートル毎時(km/h)の両方を表示することを認めている。
実際には、ほとんどの米国市場向けの車両は、マイル単位の走行距離計と、マイル毎時をメインの表示とする、両方の単位の表示をした速度計を備えている。2000年代のいくつかのビュイックは、速度計の目盛が1つだけで、MPHとkm/hを切り替えるためのボタンがついている。その他の車両にはデジタル速度計があり、MPHとkm/hのいずれかで速度を読み取るように設定できる。
速度の別の一般的な単位はメートル毎秒であり、リフトやケーブルカーで特に使用される。走行距離計は、マイルかキロメートルで記録することが認められているが、記録する単位を明記する必要がある。

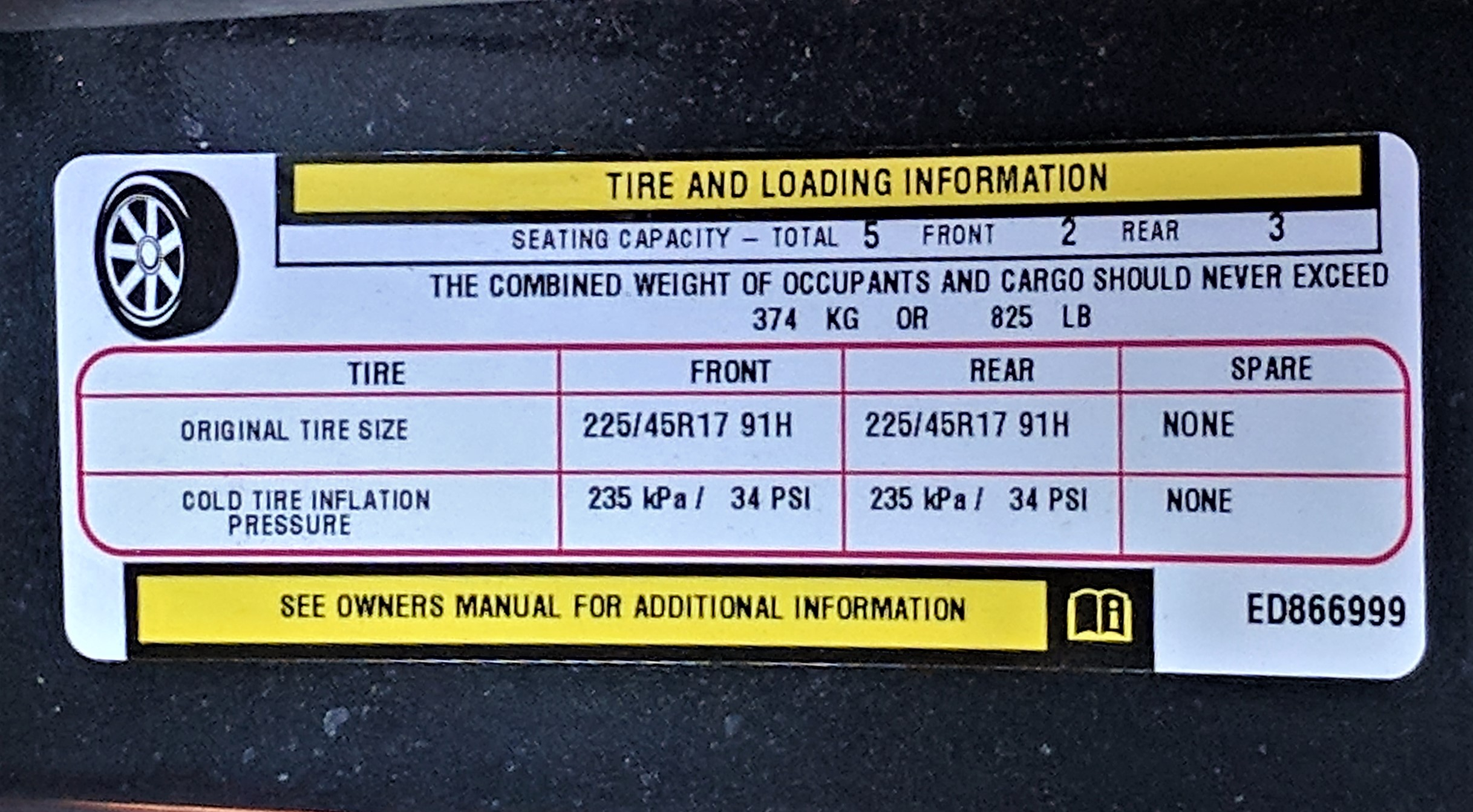
車の空気圧を示すステッカー

乗用車のタイヤの空気圧は、通常約30重量ポンド毎平方インチ(psi)または207キロパスカル(kPa)である。これはタイヤの側面に、メートル法の単位に対応するコードで記載されている。

### 複合単位
いくつかの測定値は、慣用単位とメートル法単位の両方から組み立てられた単位で報告される。
- 発電所からの熱量 : BTU/kWh[81]
- 連邦自動車排ガス基準 : グラム毎マイル[82]
- 飲料中のカフェイン : ミリグラム毎オンス[83]
- タイヤのサイズを表示する標準的な方法は、トレッド幅にはミリメートルを使用するが、リムの直径にはインチを使用する[84] 。
- 照明では 、電球の直径が8分の1インチ、蛍光管の長さが1インチだが、ソケットは常にミリメートル単位である（例えば、標準の「中型エジソンスクリュー」E26は直径26mmである）。しかし、最近導入されたクリスマスライトでは、小さな球形の球（G30とG40）と小型のLEDセットでミリメートルがよく使用され、標準のT1¾（7⁄32インチ電球）はM5（5mmミニチュア）と呼ばれることがある。

電気に関係するもののような、より最近に理解された特性については、伝統的な単位は存在しない。常にSIが使用され、しばしば米国慣用単位と組み合わせられる。例えば、National Electrical Code Handbook（第8版）の第9章の表8で、単位長さ当たりの導体の抵抗が1000フィート当たりのオームで与えられている。
また、慣用単位にSI接頭語をつけることもある。例えば、米国の潜水艦の目標までの距離は、マイル・ヤード・フィートの組み合わせではなく、キロヤードで表される。電話の通信線の長さとループ距離はキロフィート単位で測定される。土木工学（特に構造工学）と建築のいくつかの分野では、大きな荷重と力（建物の重さや柱に加えられる荷重の量など）が、重量ショートトンではなくキップ (単位)（1キロポンドまたは1000重量ポンドに等しい）で表わされる。

## 文化的影響
米国慣用単位の継続的な使用は、舞台が将来に設定されたフィクションで、作家にメートル法の採用について推測させている。多くの著者は、米国と一般的な人種はメートル法を使用すると仮定している。しかし、他の者は、米国慣用単位の継続的使用を前提としているか、またはメートル法化を考慮に入れなかった。作家は、単にアメリカの読者や視聴者が測定値を理解しやすくするためだけに、慣用単位を使用することがある。または、単なるアクシデントによって慣用単位が使用されることもある。例えば、1966年のSFテレビドラマ『宇宙大作戦』（スタートレックの最初のシリーズ）では、23世紀を舞台とし、複数の惑星国家出身の人物が登場するにもかかわらず、当初は米国慣用単位が使用されていた。後にシリーズの途中から、矛盾しているにもかかわらず、メートル法が用いられるようになった。『新スタートレック』や『スタートレック:エンタープライズ』（舞台が22世紀に設定されている）など、この番組の続編では、メートル法のみが使用されている。
メートル法と、メートル法に対する米国の態度は、『ザ・シンプソンズ』、『フューチュラマ』 、『ビッグバンセオリー』 などのテレビ番組で、ユーモラスなジャブのターゲットである。メートル法化運動の最盛期に発表された"Decabet"というタイトルの『サタデー・ナイト・ライブ』のスケッチでは、わずか10文字からなる新しいアルファベットを導入して、さまざまなメートル法の測定値を示した。
1994年の映画『パルプ・フィクション』では、ビンセント・ベガ（ジョン・トラボルタ）がジュールス・ウィンフィールド（サミュエル・L・ジャクソン）に「ヨーロッパは少し違う」と言っている。これは、例えばパリでは、「クォーターパウンダーwithチーズ」が、「彼らがメートル法を使用しており、クォーターパウンダーが何であるか分からない」ので、「ロイアルチーズ」と呼ばれているからである。その後、ジュールスは、フランスのメートル法の使用が「クォーターパウンダー」という用語を排除していると正しく推定した後、被害者の1人の知性を褒めている。
『ポピュラーサイエンス』の2003年9月号では、NISTの「メートル法支持者(Metric System Advocate)」が「科学における最悪の仕事」リストに掲載された。